# Monastero di Ljubostinja
Il Monastero di Ljubostinja (in serbo Манастир Љубостиња?, Manastir Ljubostinja) è un monastero della Chiesa ortodossa serba sito nel villaggio di Prnjavor, nei pressi di Trstenik.
È designato come monumento culturale di eccezionale importanza della Serbia dal 1979.

## Origine del nome
Esistono diverse interpretazioni relative all'origine del nome Ljubostinja che per la maggior parte si legano alla radice della parola Ljubav (in serbo Љубав?), traducibile come amore. Secondo la tradizione fu in questo luogo che il principe serbo Lazar Hrebeljanović conobbe la futura sposta Milica Nemanjić e i due avrebbero quindi deliberato la costruzione del monastero in ricordo del luogo in cui si sarebbero incontrati la prima volta.
Un'altra interpretazione lega il nome del luogo sempre all'amore ma per la vita ascetica dei monaci eremiti. 

## Storia

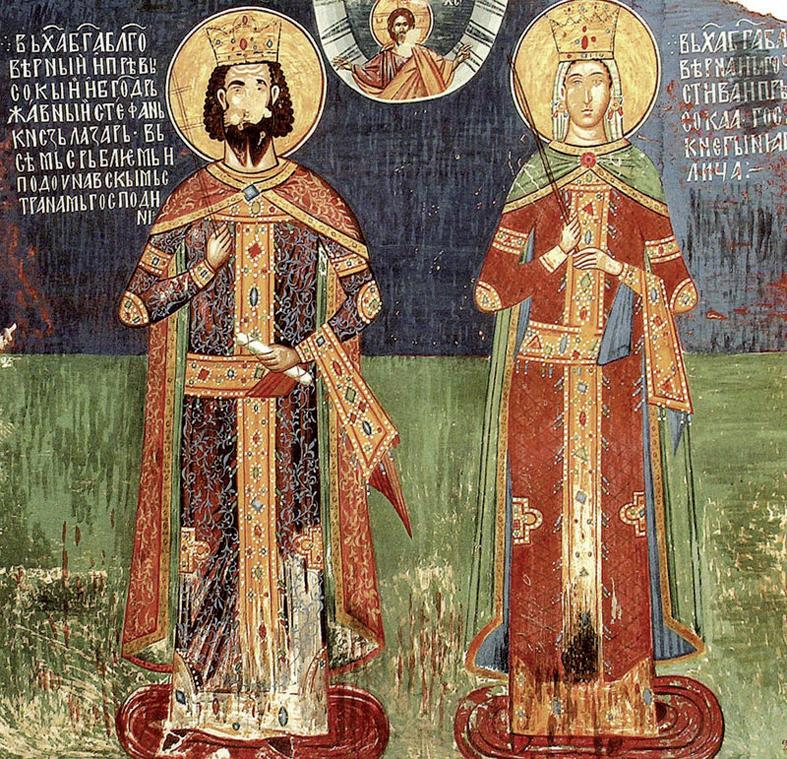
Il principe Lazar Hrebeljanović e la principessa Milica in un affresco custodito presso Ljubostinja.

La costruzione del monastero iniziò nel 1388 su iniziativa della principessa Milica ed iniziò ad ospitare le numerose donne della nobiltà serba lasciate vedove dalle sconfitte nelle battaglie della Marizza (1371) e della Piana dei Merli (1389), tra cui la stessa Milica e la celebre Jelena Mrnjavčević, vedova del despota Uglješa Mrnjavčević che dopo aver preso i voti assunse il nome di Jefimija. Dopo la morte del principe Lazar Hrebeljanović, marito di Milica, quest'ultima divenne reggente del principato serbo per conto del figlio Stefan e quindi il monastero divenne il principale luogo d'incontro della politica e diplomazia serbe. Con l'ascesa al trono del figlio, Milica prese i voti ed assunse il nome di Evgenia; insieme a Jefimija intercedette presso il sultano Bayezid I per trasferire a Ljubostinja le reliquie di Santa Parascheva di Iaşi, custodite a Tărnovo. Dopo la morte di Milica nel 1405, avvenuta poco prima rispetto a quella di Jefimija, le reliquie della santa furono tuttavia trasferite a Kalemegdan.